# Wereldkampioenschappen synchroonzwemmen 2023 – Solo vrije routine vrouwen
De vrije routine voor vrouwen solo tijdens de wereldkampioenschappen synchroonzwemmen 2023 vond plaats op 17 en 19 juli 2023 in de Marine Messe Fukuoka in Fukuoka.

## Uitslag
De eerste twaalf solisten, hier aangegeven met groen, gingen door naar de finale.
| Rang   | Naam                     | Land                | Voorronde | Voorronde | Finale        | Finale        |
| Rang   | Naam                     | Land                | Punten    | Rang      | Punten        | Rang          |
| ------ | ------------------------ | ------------------- | --------- | --------- | ------------- | ------------- |
| Goud   | Yukiko Inui              | Japan               | 273,2700  | 1         | 276,5717      | 1             |
| Zilver | Vasiliki Alexandri       | Oostenrijk          | 232,8367  | 3         | 264,4200      | 2             |
| Brons  | Kate Shortman            | Verenigd Koninkrijk | 204,6666  | 7         | 254,2100      | 3             |
| 4      | Audrey Lamothe           | Canada              | 252,2400  | 2         | 242,5000      | 4             |
| 5      | Evangelia Platanioti     | Griekenland         | 193,1283  | 12        | 223,7133      | 5             |
| 6      | Hur Yoon-seo             | Zuid-Korea          | 214,9417  | 6         | 216,4351      | 6             |
| 7      | Jasmine Verbena          | San Marino          | 193,9400  | 11        | 212,1967      | 7             |
| 8      | Iris Tió                 | Spanje              | 200,9649  | 9         | 202,4266      | 8             |
| 9      | Laelys Alavez            | Frankrijk           | 201,7866  | 8         | 200,8383      | 9             |
| 10     | Ece Üngör                | Turkije             | 229,7233  | 4         | 193,4234      | 10            |
| 11     | Matea Butorac            | Kroatië             | 195,3433  | 10        | 192,3200      | 11            |
| 12     | Kyra Hoevertsz           | Aruba               | 223,6033  | 5         | 192,0267      | 12            |
| 13     | Mari Alavidze            | Griekenland         | 148,3376  | 13        | Uitgeschakeld | Uitgeschakeld |
| 14     | Sandra Freund            | Zweden              | 144,1728  | 14        | Uitgeschakeld | Uitgeschakeld |
| 15     | Karina Magrupova         | Kazachstan          | 137,0083  | 15        | Uitgeschakeld | Uitgeschakeld |
| 16     | Viktória Reichová        | Slowakije           | 135,4375  | 16        | Uitgeschakeld | Uitgeschakeld |
| 17     | Patrawee Chayawararak    | Thailand            | 135,0437  | 17        | Uitgeschakeld | Uitgeschakeld |
| 18     | Aleksandra Atanasova     | Bulgarije           | 132,9146  | 18        | Uitgeschakeld | Uitgeschakeld |
| 19     | Nika Seljak              | Slovenië            | 128,8188  | 19        | Uitgeschakeld | Uitgeschakeld |
| 20     | Ana Culic                | Malta               | 128,6814  | 20        | Uitgeschakeld | Uitgeschakeld |
| 21     | Susanna Pedotti          | Italië              | 122,6167  | 21        | Uitgeschakeld | Uitgeschakeld |
| 22     | Skye MacDonald           | Zuid-Afrika         | 122,4375  | 22        | Uitgeschakeld | Uitgeschakeld |
| 23     | Marlene Bojer            | Duitsland           | 121,9084  | 23        | Uitgeschakeld | Uitgeschakeld |
| 24     | Karolína Klusková        | Tsjechië            | 115,0375  | 24        | Uitgeschakeld | Uitgeschakeld |
| 25     | Jennah Hafsi             | Marokko             | 114,3521  | 25        | Uitgeschakeld | Uitgeschakeld |
| 26     | Alexandra Mansaré-Traoré | Guinee              | 109,9249  | 26        | Uitgeschakeld | Uitgeschakeld |
| 27     | Anna Vashchenko          | Oezbekistan         | 108,4708  | 27        | Uitgeschakeld | Uitgeschakeld |
| 28     | Gabriela Alpajón         | Cuba                | 107,2771  | 28        | Uitgeschakeld | Uitgeschakeld |
| 29     | Anna Mitinian            | Costa Rica          | 96,0500   | 29        | Uitgeschakeld | Uitgeschakeld |